# Veslanje na OI 1920.
Veslanje na Olimpijskim igrama u Antwerpenu 1920. godine uključivalo je natjecanja u 5 disciplina, i to samo u muškoj konkurenciji.

## Osvajači medalja

### Muški
| Disciplina            | Zlato | Srebro | Bronca |
| Samac                 | SAD John B. Kelly Sr. | Velika Britanija Jack Beresford | Novi Zeland D. Clarence Hadfield d'Arcy |
| Dvojac na pariće      | SAD Paul Costello John B. Kelly, Sr. | Italija Pietro Annoni Erminio Dones | Francuska Gaston Giran Alfred Plé |
| Dvojac s kormilarom   | Italija Ercole Olgeni Giovanni Scatturin Guido de Filip (korm)                                                                                | Francuska Gabriel Poix Maurice Bouton Ernest Barberolle (korm)                                                                                       | Švicarska Edouard Candeveau Alfred Felber Paul Piaget (korm)                                                                                 |
| Četverac s kormilarom | Švicarska Willy Brüderlin Max Rudolf Paul Rudolf Hans Walter Paul Staub (korm)                                                                | SAD Kenneth Myers Carl Otto Klose Franz Federschmidt Erich Federschmidt Sherman Clark (korm)                                                         | Norveška Birger Var Theodor Klem Henry Larsen Per Gulbrandsen Thoralf Hagen (korm)                                                           |
| Osmerac               | SAD Virgil Jacomini Edwin Graves William Jordan Edward Moore Allen Sandborn Donald Johnston Vincent Gallagher Clyde King Sherman Clark (korm) | Velika Britanija Ewart Horsfall Guy Nickalls Richard Lucas Walter James John Campbell Sebastian Earl Ralph Shove Sidney Swann Robin Johnstone (korm) | Norveška Theodor Nag Conrad Olsen Adolf Nilsen Hakon Ellingsen Thore Michelsen Arne Mortensen Karl Nag Tollef Tollefsen Thoralf Hagen (korm) |